# Comuna Vozdvîjenske, Iampil
Vozdvîjenske (în ucraineană Воздвиженське) este o comună în raionul Iampil, regiunea Sumî, Ucraina, formată din satele Hovorunove, Hremeacika, Okip, Olîne, Rojdestvenske, Sorokovîi Klîn, Turanivka și Vozdvîjenske (reședința).

## Demografie
Componența lingvistică a comunei Vozdvîjenske
     Ucraineană (94,82%)
     Rusă (5,05%)
     Alte limbi (0,07%)
Conform recensământului din 2001, majoritatea populației comunei Vozdvîjenske era vorbitoare de ucraineană (94,82%), existând în minoritate și vorbitori de rusă (5,05%).